# Limmer (Alfeld)
Limmer ist ein nordwestlich gelegener, aus zwei Ortslagen bestehender Ortsteil der Stadt Alfeld (Leine) im niedersächsischen Landkreis Hildesheim.

## Geografie
Der Ort liegt im Leinebergland westlich der Sieben Bergen und Leine. Limmer wird seit der Errichtung der Hannöversche Südbahn 1854 im Osten durch diese begrenzt. Durch den Ort führt die Bundesstraße 3 und verbindet diesen mit dem Stadtzentrum. Rund 1 km nördlich liegt die Siedlung Godenau.

## Geschichte
Erste urkundliche Erwähnung des Ortes erfolgte im Jahr 1339 im Zusammenhang mit dem Totschlag an einem Hermann Kaieberge. Am 13. Oktober 1625 trafen sich die kaiserlichen Feldherren Tilly und Wallenstein im Rittergut Limmer zu einer Unterredung. Mit dem Abbau von Kalisalz nördlich von Limmer wurde an der Hannöverschen Südbahn zum Transport von Material die Bahnstation Godenau eingerichtet. An der dortigen Glene, ein Nebenfluss der Leine, wurde eine Arbeiterkolonie errichtet. In den 1920er Jahren wurde ein Umspannwerk erbaut. 1934 wurde eine Feuerwehr gegründet. Der Bahnhof Godenau wurde 1964 geschlossen. 
Im Gewerbegebiet Limmer-West nahe des Umspannwerks errichtet Kyon Energy, ein Tochterunternehmen des französischen Unternehmens TotalEnergies, einen Batteriespeicher. Mit einer Speicherleistung von 137,5 Megawatt und einer Speicherkapazität von 275 Megawatt pro Stunde wäre er der größte Batteriespeicher Europas.

### Eingemeindungen
Im Zuge der Gebietsreform in Niedersachsen verlor Limmer am 1. März 1974 seine Selbständigkeit und ist seitdem ein Ortsteil der Stadt Alfeld (Leine).

### Einwohnerentwicklung
| Jahr | Einwohner | Quelle |
| ---- | --------- | ------ |
| 1910 | 695       | [ 8 ]  |
| 1925 | 754       | [ 9 ]  |
| 1933 | 785       | [ 9 ]  |
| 1939 | 789       | [ 9 ]  |
| 1950 | 16840     | [ 10 ] |
| 1956 | 15760     | [ 10 ] |
| 1973 | 13510     | [ 11 ] |
| 2017 | 0907 ¹    |        |

¹ laut Infobox
|  |

## Politik

### Ortsrat
Der gemeinsame Ortsrat von Limmer und Godenau setzt sich aus einer Ratsfrau und vier Ratsherren folgender Parteien zusammen:
- SPD: 4 Sitze
- CDU: 1 Sitz

(Stand: Kommunalwahl 11. September 2016)

### Ortsbürgermeister
Der Ortsbürgermeister von Limmer und Godenau ist Thomas Probst (SPD). Seine Stellvertreterin ist Kathrin Rose (SPD).

### Wappen

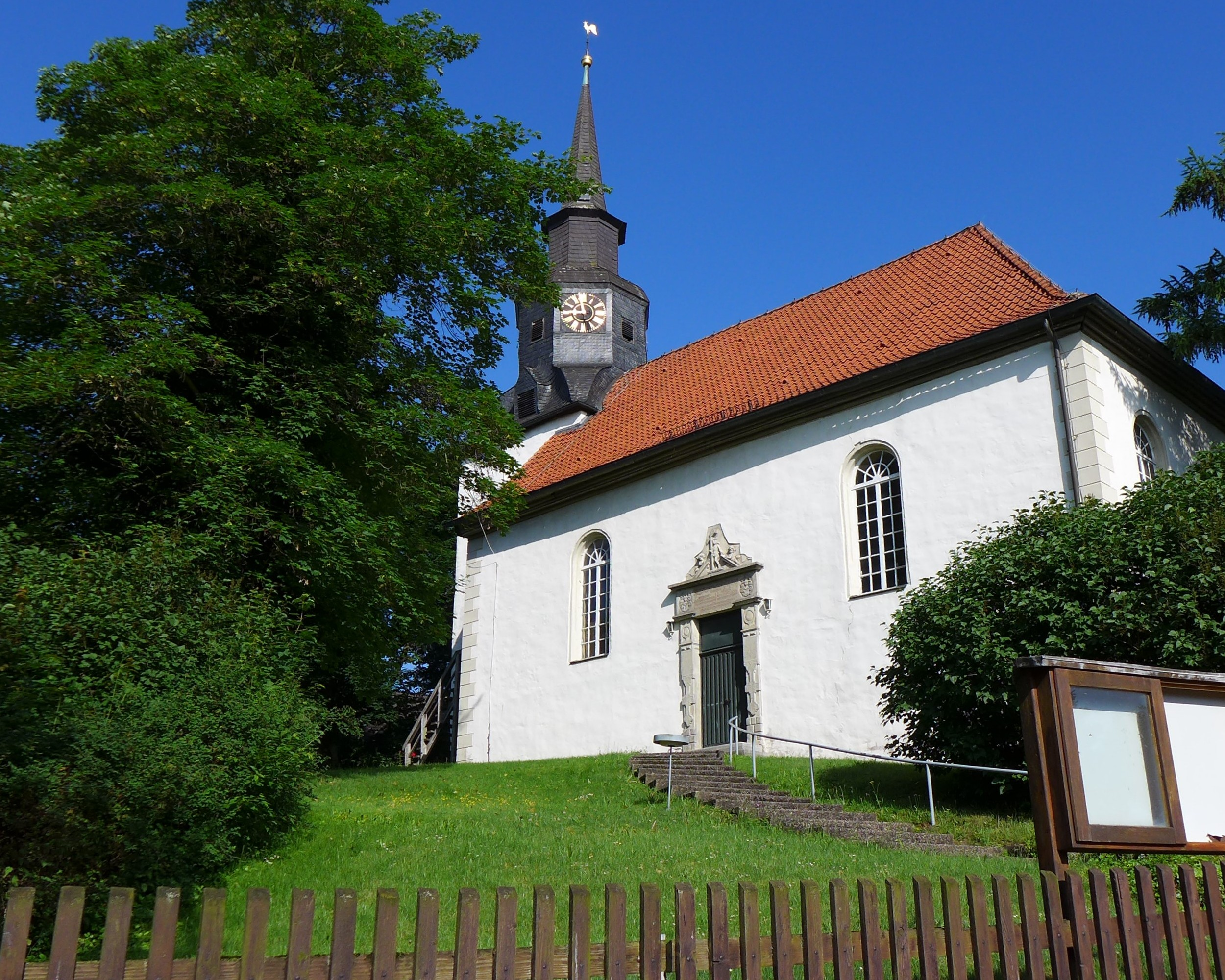
Kirche

Der Gemeinde wurde das Kommunalwappen am 3. November 1938 durch den Oberpräsidenten der Provinz Hannover verliehen. Der Landrat aus Alfeld überreichte es am 12. Mai 1939.
| Wappen von Limmer | Blasonierung: „In Blau über blauem Wellenfuß eine silberne Burgmauer mit Zinnen und herausragendem goldbedeckten Torturm inmitten, dessen goldene Zugbrücke zur Hälfte gehoben ist; über dem Torbogen am Turm ein rotes Zehnenderhirschgeweih.“ |
| Wappen von Limmer | Wappenbegründung: Die Bauern von Limmer sehen in der einstigen Wasserburg gleichen Namens, deren Reste noch vorhanden sind, Veranlassung und Kernwerk ihrer Dorfschaft. Über das Tor ist ein rotes Hirschgeweih als Bezeichen gesetzt; dieses ist Bekenntnis und Zugehörigkeitszeichen zum Kreise Alfeld, der den cheruskischen Hirsch im Wappen führt. |

## Kultur und Sehenswürdigkeiten
Bauwerke
- Die Kirche zu Limmer wurde 1712 von der Familie der Herren von Stöckheim errichtet, sie ist eine rechteckige Saalkirche mit Westturm.
- Das Rittergut Limmer wurde 1723 gleichfalls von der Familie von Stöckheim neu errichtet, weil die alten Gebäude baufällig waren. 1840 kam es an die Grafen von Schlitz genannt von Görtz und von Wrisberg.
- Der Gebäudekomplex des Kaliwerks „Desdemona“ prägt das Ortsbild. Hier wurden bis 1932 Kalisalze gefördert.[15]

## Persönlichkeiten
Söhne und Töchter des Ortes
- Karl Klingemann (1798–1862), Diplomat und Schriftsteller
- Wilhelm Heinroth (1842–1925), Richter und Parlamentarier
- August Wedekind (1890–1955), Politiker (SPD) und Mitglied des Niedersächsischen Landtages